# Paola Barbara
Paola Barbara  (Paola Proto: Roma, 22 de julio de 1912 - Roma. 2 de octubre de 1989) fue una actriz italiana de teatro, cine y televisión, y también dobladora. Apareció en 62 películas desde 1935 hasta 1978. A veces, se acreditaba como Pauline Baards.

## Filmografía selecta
- Campo di maggio (1935)
- The Ancestor (1936)
- These Children (1937)
- For Men Only (1938)
- Triumph of Love (1938)
- We Were Seven Sisters (1939)
- Naples Will Never Die (1939)
- The Hero of Venice (1941)
- The King's Jester (1941)
- Turbine (1941)
- Rossini (1942)
- La pródiga (1946)
- Public Trial (1946)
- La nao Capitana (1947)
- Tres espejos (1947)
- I cavalieri dalle maschere nere (1948)
- El Sótano (1949)
- I figli non si vendono (1952)
- La figlia del diavolo (1952)
- Nero and the Burning of Rome (1953)
- Cavallina storna (1953)
- Captain Phantom (1954)
- Il coraggio (1955)
- The Seven Revenges (1961)
- The Relentless Four (1965)
- Killer Adios (1968)
- The Appointment (1969)
- A Man Called Sledge (1970)
- Cabalgando al infierno (1970)